# Steinwand (Rhön)
Die Steinwand ist ein 645,9 m ü. NHN hoher Ausläufer der Maulkuppe mit Phonolith-Felswand in der Rhön, einem Mittelgebirge in Bayern, Hessen und Thüringen. Sie liegt nahe Poppenhausen im hessischen Landkreis Fulda. Die bewaldete Felswand ist etwa 100 m lang und 20 m hoch. Sie ist Privatbesitz.

## Geographie

### Lage
Die Steinwand erhebt sich im Naturpark Hessische Rhön und im Biosphärenreservat Rhön. Sie liegt direkt südwestlich des Dorfs Steinwand, einem nördlichen Gemeindeteil des am Fulda-Zufluss Lütter gelegenen Poppenhausen. 1,25 km südwestlich wird die Steinwand vom Haune-Zufluss Wanne umflossen, und 1,05 km nordöstlich befindet sich die Maulkuppe, deren Südwestausläufer die Steinwand ist.
In der Steinwandregion ist im Wannetal etwa in West-Ost-Richtung der Abschnitt Dipperz–Hilders der Bundesstraße 458 angelegt, östlich vorbei an der Felswand führt ungefähr in Nord-Süd-Richtung der Abschnitt Wolferts–Poppenhausen des Hochrhönrings.
Auf der Steinwand liegen Teile des Landschaftsschutzgebiets Hessische Rhön (CDDA-Nr. 378477; 1967 ausgewiesen; 410,1096 km² groß) und des Vogelschutzgebiets Hessische Rhön (VSG-Nr. 5425-401; 360,8013 km²).

### Naturräumliche Zuordnung
Die Steinwand gehört in der naturräumlichen Haupteinheitengruppe Osthessisches Bergland (Nr. 35), in der Haupteinheit Vorder- und Kuppenrhön (mit Landrücken) (353) und in der Untereinheit Kuppenrhön (353.2) zum Naturraum Milseburger Kuppenrhön (353.21). Nach Westen leitet die Landschaft zur Untereinheit Westliches Rhönvorland (353.1) über.

## Klettern

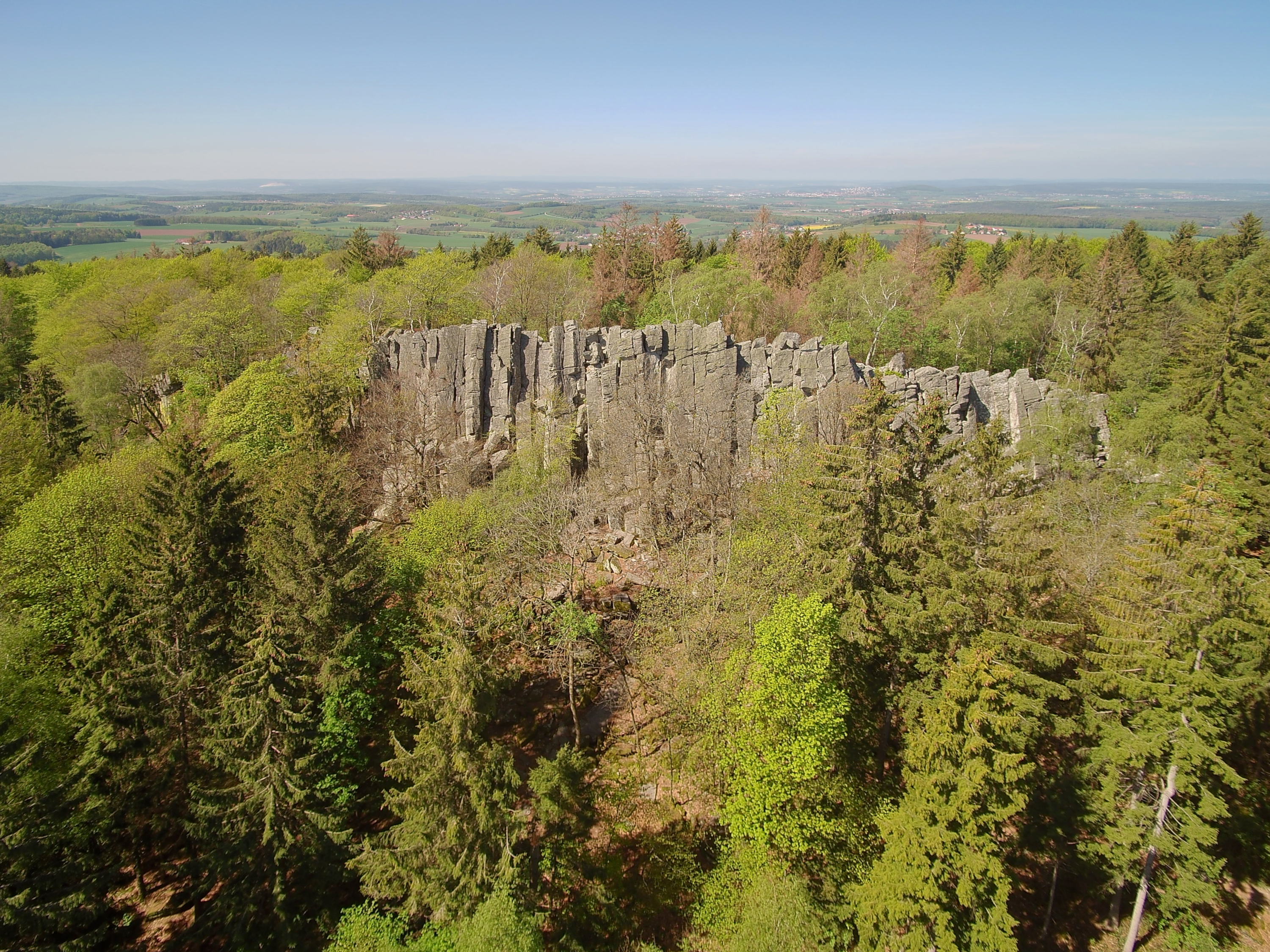
Die Phonolith-Felswand aus der Luft

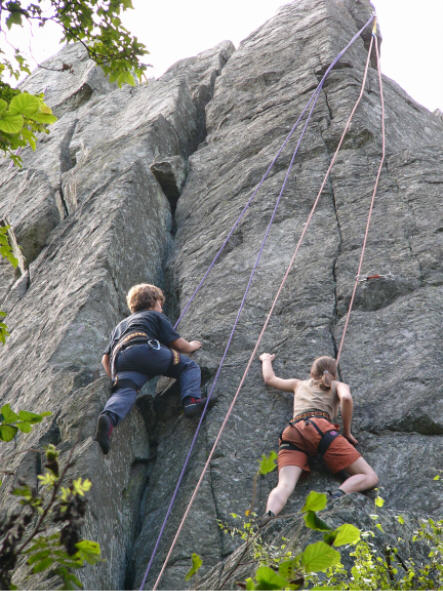
Klettern in der Steinwand

An der Steinwand sowie den beiden südlich davon liegenden kleineren Felsen Teufelskanzel und Hintere Steinwand gibt es rund 100 Kletterrouten der Schwierigkeitsgrade II bis VIII (UIAA-Skala).
Damit ist die Steinwand eines der bedeutendsten Klettergebiete Hessens und seit der Sperrung der Kletterrouten an der Milseburg aufgrund eines Naturschutzgebiets das einzige in der gesamten Rhön. Die meisten Kletterwege sind mit Bühlerhaken gut abgesichert, es können/sollten zum Teil jedoch zusätzlich Klemmkeile gelegt werden.
Die Verwendung von Magnesia ist aus Naturschutzgründen untersagt.